# Halo Graphic Novel
Vous lisez un « article de qualité » labellisé en 2011.
Pour les articles homonymes, voir HGN.
Halo Graphic Novel (en abrégé HGN) est le premier roman graphique adapté de la série de jeux vidéo de science-fiction militaire Halo, publié par Marvel Comics, en collaboration avec Bungie Studios et paru le 19 juillet 2006 aux États-Unis.
Cinq ans plus tôt, la série Halo commence avec le jeu vidéo Halo: Combat Evolved, qui raconte l'histoire du futur de l'humanité, les humains devant lutter contre l'Alliance Covenante, une puissante coalition de races extraterrestres. Le jeu est un succès et engendre plusieurs livres ainsi que des suites en jeux vidéo. Ce roman graphique est le premier pas de la série vers la bande dessinée. Il présente des aspects de l'univers de fiction d'Halo qui jusque-là n'avaient pas été abordés dans d'autres médias.
HGN est réalisé par un collectif de différents auteurs et artistes issus des industries du jeu vidéo et de la bande dessinée. Il se divise en quatre histoires : Le dernier voyage de l'Infinite Succor, Test d'armure, La quarantaine et Les derniers jours de New Mombasa. Ces récits évoquent différents aspects de l'univers d'Halo et sont parallèles à l'intrigue principale du jeu. Ils se déroulent entre le début de Halo: Combat Evolved et la fin de Halo 2. Hormis les récits, le livre contient des artworks provenant de Bungie, Marvel et de sources indépendantes. La couverture est réalisée par Phil Hale. La traduction et la vente en France sont assurées par Panini Comics.
Paru en 2006 aux États-Unis, Halo Graphic Novel a été bien accueilli. Les critiques ont noté la cohésion de l'ensemble des travaux, ainsi que la diversité artistique de chaque histoire. En raison du succès de ce roman graphique, Marvel annonce une suite, qui prend la forme d'une série limitée de bandes dessinées intitulée Halo: Uprising.

## Origine, conception et publication

### De l'origine à la publication
Le concept original du roman graphique de Bungie Studios était d'étendre la série Halo à d'autres médias que le jeu vidéo, le principal objectif étant « l'art séquentiel » (la bande dessinée). Cependant, Bungie ne réussit pas à trouver un partenaire pour un accord de licence, ce qui lui aurait permis de rester profondément impliqué dans le projet. C'est alors qu’une artiste de l'équipe de développement de Halo, Lorraine McLees, propose que le studio finance et réalise le roman avant de chercher un éditeur. Cela permettrait au studio de maintenir un contrôle sur le contenu et de poursuivre le projet sans subir d'influence extérieure, et donnerait également au studio un accès plus aisé aux artistes qu'il espère voir contribuer. Brian Jarrard, le producteur délégué du roman graphique, note que cette procédure de création d'un roman, de façon indépendante et en dehors du « processus traditionnel des comics », a permis d'éviter les « conflits d'intérêts, la politique et les allégeances » qui auraient pu survenir s'ils avaient approché un éditeur ou un premier partenaire.
Le designer en chef, Maria Cabardo, imagine d'abord une « équipe de rêve » composée d'écrivains et d'artistes admirés par le studio. Après une période de négociation, Bungie réussit à obtenir l'accord d'un grand nombre de ceux figurant sur cette liste, notamment l'illustrateur britannique Simon Bisley et le dessinateur français Jean Giraud. Brian Jarrard décrit l'évolution de Halo Graphic Novel comme « un boost pour le moral des membres de notre équipe qui a vu leur univers, leurs personnages, réalisés par des personnes que nous idolâtrons dans l'industrie de la bande dessinée ».
Le roman est achevé après un cycle de développement de deux ans. Bungie cherche alors un éditeur, ce qu'il le mène à se rapprocher de Marvel Comics. Le studio cite la « passion pour Halo » de Marvel et définit ainsi le principal objectif de l'entreprise : « atteindre l'industrie de la bande dessinée et de l'édition ». Le studio travaille alors aux côtés de Ruwan Jayatilleke, le directeur du développement chez Marvel et l'un des premiers défenseurs du projet, qui aide à la distribution et la publication du roman,.
Quelques planches promotionnelles sont créées avant la date de sortie du roman graphique, y compris une prévisualisation de seize pages publiée le 31 mai 2006, qui contient les introductions de Bungie pour chaque histoire, ainsi que de courts extraits des scénarios. Une affiche en couleur du roman est dévoilée le 28 juin 2006. En France, la traduction et la vente sont assurées par Panini Comics.

### Conception des histoires

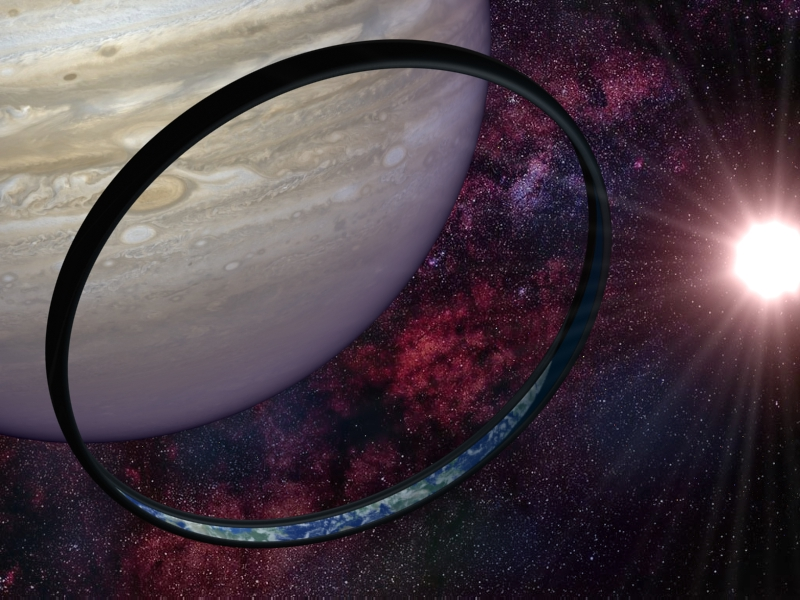
Vue d'artiste d'une orbitale semblable à la structure extraterrestre nommée Halo. Les histoires racontées dans Halo Graphic Novel sont des aperçus de l'univers d'Halo.

Les histoires d'Halo Graphic Novel sont conçues comme des aperçus de l'univers d’Halo. On y trouve des informations sur le fonctionnement interne de l'Alliance Covenante, ainsi que des détails concernant des éléments d'arrière-plan, tenus jusque-là secrets. Brian Jarrard, le producteur délégué du roman, explique que « les histoires qui se passent hors caméra, les événements parallèles aux arcs narratifs que connaissent nos fans des médias existants, sont les histoires que nous voulions vraiment raconter ».
Jarrard explique plus en détail qu'il s'agit d'une tentative de s'éloigner de l'histoire du Major, le personnage central de la franchise, pour de se concentrer sur ce qu'ils croient être les principaux thèmes de l'univers du jeu : le maintien de l'espoir face à d'énormes obstacles et la lutte de l'humanité pour sa survie ; thèmes allant au-delà « ... d'un super soldat génétiquement amélioré qui ramasse deux fusils et donne aux aliens des coups de pied aux fesses ». Les quatre histoires de la publication finale sont considérées comme « les plus intéressantes par [Bungie] et les écrivains du [roman] ».
Bungie crée les arcs narratifs présents dans Halo Graphic Novel, expliquant qu'il est important de fournir un cadre pour chaque histoire afin que les artistes et écrivains ne se retrouvent pas à compromettre l'univers déjà développé. L'artiste Simon Bisley déclare que « le plus dur a été de faire en sorte que les personnages gardent l'apparence qu'ils ont dans le jeu. Au-delà de ce point, j'ai eu carte blanche pour interpréter le scénario et l'action » selon ce qui a été donné aux artistes et aux écrivains.

### Supplément artistique
Après le corps principal du roman, composé des quatre histoires, un supplément présente une sélection d'œuvres d'art représentant une interprétation de l'univers d'Halo. Un certain nombre d'entre elles proviennent d'artistes de la bande dessinée, comme Doug Alexander, Rick Berry, George Pratt, Kent Williams, Geof Darrow et plus de vingt-cinq autres, des indépendants ou issus de Bungie Studios comme le compositeur en chef Martin O'Donnell.

## Histoires
Le roman graphique est divisé en quatre récits :
- Le dernier voyage de l’Infinite Succor (« The Last Voyage of the Infinite Succor ») - Lee Hammock et Simon Bisley ;
- Test d'armure (« Armor Testing ») - Jay Faerber, W. Andrew Robinson et Ed Lee ;
- La quarantaine (« Breaking Quarantine ») - Tsutomu Nihei ;
- Les derniers jours de New Mombasa (« Second Sunrise over New Mombasa ») - Brett Lewis et Jean "Mœbius" Giraud.

Chaque récit comporte une introduction des créateurs de l'œuvre, détaillant leurs réflexions sur l'histoire ou leurs expériences, comme cela se fait traditionnellement dans la série Halo.

### Le dernier voyage de l’Infinite Succor
Le dernier voyage de l’Infinite Succor se déroule pendant et après la sixième mission du jeu vidéo Halo: Combat Evolved. L'histoire a été écrite par Lee Hammock et dessinée par Simon Bisley.
Dans le jeu, on découvre que l'anneau-monde sur lequel les joueurs sont piégés, surnommé « Halo » par l'ennemi extraterrestre, l'Alliance Covenante, est en fait une prison pour le « Parasite » (Flood en anglais) qui commence à se répandre à travers l'anneau. Halo a été construit par une ancienne race extra-terrestre, connue sous le nom de « Forerunner », afin de contenir et étudier le Flood, mais aussi comme une arme de dernier recours. Face au risque que le Parasite consomme toute espèce intelligente dans l'univers, les Forerunners activent Halo, se détruisant par la même occasion, bien que cela permette d'affamer le parasite.
Contrairement au jeu, qui centre l'action sur les humains, ce récit met l'accent sur l'Alliance Covenante. Dans Halo 2, la suite de Halo: Combat Evolved, les joueurs découvrent certains passages de l'intrigue à travers les yeux de « l'Arbiter », un guerrier de l'Alliance Covenante. L'Arbiter est aidé par un guerrier d'élite qui n'est jamais nommé dans le jeu. Les fans surnomment ce guerrier « Half-Jaw » en raison de son visage auquel il manque une moitié de mandibule. L'histoire du roman graphique lui donne pour nom Rtas 'Vadumee. Elle explique sa blessure et décrit des événements qui ne sont pas montrés dans le jeu vidéo Halo.
Dans le récit, le commandant Rtas 'Vadumee et son équipe de guerriers d'élite répondent à un appel de détresse, provenant de l’Infinite Succor, un vaisseau d'approvisionnement immobilisé, à bord duquel ils entrent. L'équipe pense d'abord que l’Infinite Succor a été attaqué par les humains. Mais le seul membre d'équipage encore en vie, un prophète de l'Alliance Covenante, explique à 'Vadumee que le vaisseau a été infesté par le Parasite. Ce dernier s'est échappé d'Halo grâce à un de leurs vaisseaux et s'est écrasé dans un hangar de l’Infinite Succor. Bloqué sur le navire, le parasite a l'intention d'activer un « saut spatial », afin de quitter le système solaire et trouver de nouvelles planètes à infecter. Après avoir combattu des vagues de Flood, composées également des restes réanimés de ses soldats tombés au combat, 'Vadumee engage une procédure de saut, détruisant à la fois le vaisseau et le parasite, puis s'échappe grâce à une navette de l'Alliance Covenante.
L'idée centrale derrière cette histoire était de présenter le vrai danger posé par le Parasite et les rouages de la machine militaire de l'Alliance Covenante, qui « reste simplement là à attendre que le Major les mitraille ». Hammock décrit le processus d'écriture de l'histoire comme une « tâche grisante » étant donné qu'il se devait de respecter les connaissances de fans de Halo sur les personnages et l'œuvre et veiller à ce que « les personnages que [les fans] connaissent comme si c'était une partie d'eux-mêmes [soient] représentés avec justesse ». Ces difficultés ont été atténuées par le fait que les fans ne sont pas aussi intimement liés à l'histoire du personnage de Rtas 'Vadumee qu'ils ne l'étaient de personnages comme le Major ; ce vaste champ libre a permis d'étendre l'histoire d'arrière-plan de 'Vadumee en accord avec l'œuvre Halo, tout en permettant à l'auteur d'« apporter quelque chose de nouveau ».

### Test d'armure

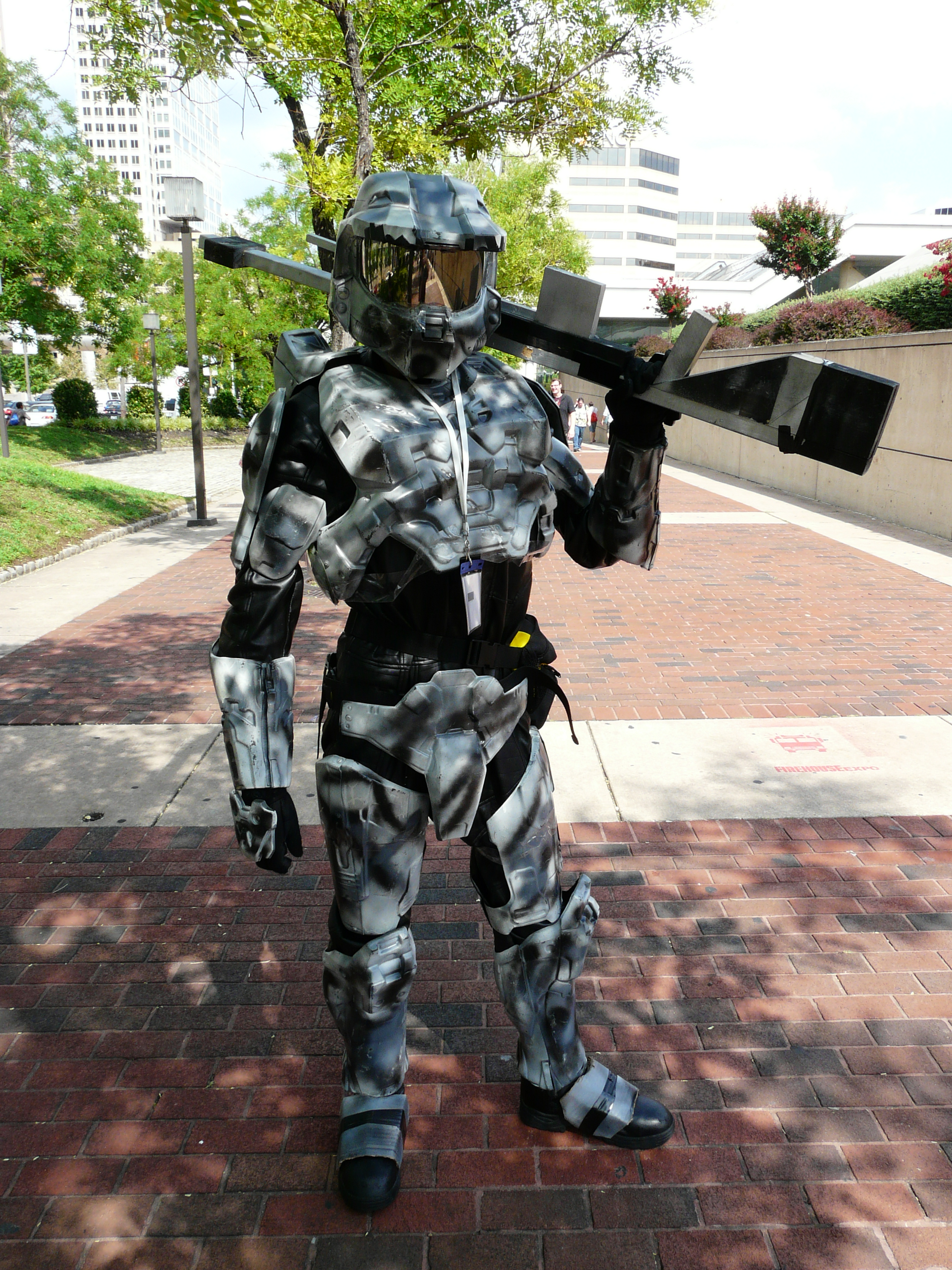
Cosplay de l'armure.

Test d'armure a été écrit par Jay Faerber, dessiné par W. Andrew Robinson et colorisé par Ed Lee.
Dans l'univers de Halo, la Terre et l'humanité des diverses colonies sont régies par les United Nations Space Command. Face à la supériorité technologique de l'Alliance Covenante, le principal espoir de l'humanité repose sur la ténacité des spartans, une élite de super-soldats équipés d'une armure spéciale. Le principal protagoniste de la série Halo, le Major, est l'un des quelques spartans en service actif durant les événements de Halo: Combat Evolved. Le récit Test d'armure a lieu un peu avant l'ouverture de Halo 2, sur un terrain d'entraînement de l'UNSC où une nouvelle version de l'armure spartan est testée dans une série d'exercices qui se révèlent être une aventure difficile pour toutes les parties concernées. Un seul spartan met l'armure qui est mise à l'épreuve par une chute dans l'atmosphère terrestre puis par un simulacre de bataille contre les forces spéciales de l'UNSC. Cette spartan se révèle être une femme, Maria-062, qui est sortie de la retraite et fait la faveur spéciale de tester le nouveau matériel avant qu'il ne soit envoyé au Major.
Le concept de l'histoire a été inspiré par le livre Skunkworks, un mémoire sur les essais de projets militaires à Lockheed Corporation. L'expérimentation rigoureuse que subit l'équipement spartan avant de finir dans les mains du Major est une idée que Bungie voulait à l'origine poursuivre au début de Halo 2. Bungie a plutôt opté pour communiquer cette information de fond à une date ultérieure.

### La quarantaine
La quarantaine a été écrit et dessiné par Tsutomu Nihei, un mangaka et architecte, qui a basé ses illustrations directement sur les structures existant au sein du jeu.
Comme Le dernier voyage de l’Infinite Succor, La quarantaine traite de l'éclosion Flood qui se produit pendant Halo. Alors que le premier récit raconte l'histoire du point vue de l'Alliance Covenante, La quarantaine présente l'évasion du Sergent Johnson, un soldat humain. Johnson est un personnage mineur dans Halo: Combat Evolved, qui devient un personnage important dans les deux jeux suivants, tandis que le roman Halo : Opération First Strike explique que Johnson résiste à l'infestation Flood en raison d'une condition médicale, aucune autre histoire à ce moment-là n'explique comment Johnson s'échappe. Ce récite est un exemple des tentatives de Bungie pour étendre les histoires de personnages secondaires qui n'ont pas la possibilité d'être expliquées dans le scénario principal. Contrairement aux autres histoires, La quarantaine ne contient pas de dialogue, mais seulement les effets sonores des armes décrits en japonais.

### Les derniers jours deNew Mombasa

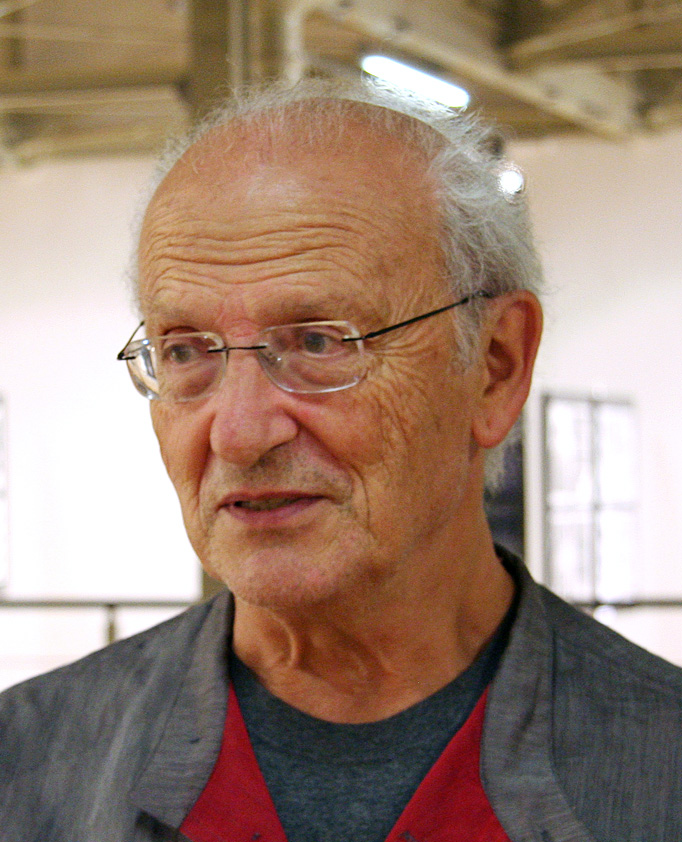
Le dessinateur Jean Giraud, alias Mœbius, a participé au roman.

Les derniers jours de New Mombasa a été imaginée par le scénariste Brett Lewis et l'artiste Jean Giraud (alias Mœbius).
Vers le début du jeu vidéo Halo 2, l'Alliance Covenante découvre le secret le mieux gardé de l'humanité, l'emplacement de la Terre, et lance une attaque directe sur la ville de « New Mombasa » au Kenya. Dans le jeu, lorsque les joueurs arrivent dans la ville, la ville est déserte. Le récit se déroule lors de l'attaque et explique que ce n'était pas toujours le cas. L'histoire est racontée à travers les yeux d'un journaliste qui assure la propagande de l'UNSC. Lorsque l'Alliance Covenante envahit New Mombasa, le journaliste et ses concitoyens participent à sa défense, jusqu'à ce qu'ils soient contraints de fuir la ville en ruines.
Bungie décrit ce récit comme une tentative de donner un visage humain au conflit en illustrant les effets de la guerre sur le citoyen de base. Jean Giraud n'avait jamais joué aux jeux vidéo : il a expliqué que c'est l'engouement de son fils pour la série Halo qui l'a poussé à accepter l'invitation à contribuer à ce roman graphique.

## Critiques et réception

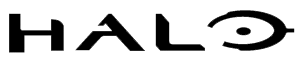
La plus grande force du roman est qu'il étoffe l'univers de fiction d'Halo.

Les critiques de la communauté des joueurs et de celles de la bande dessinée ont été positives. UGO Networks et GameAxis Unwired font l'éloge du roman, citant la richesse des contributions d'artistes reconnus et ajoutant que la plus grande force de cet ouvrage est qu'il étoffe l'univers d'Halo,. Les critiques d'UGO lui ont donné une note globale de B +,. Mike Deeley de Comics Bulletin a apprécié le livre pour sa variété de styles artistiques qui donne à Halo Graphic Novel la sensation d'une anthologie mais conserve cependant toujours un ensemble cohérent. Simon Bisley travaille les musculatures massives et hypertrophiées, les monstres hideux et grotesques ; il a un usage abondant et toujours recherché de la couleur. À l'opposé complet, Moebius possède un style très propre avec des lignes nettes, des couleurs claires et douces. Tsutomu Nihei privilégie la narration visuelle au dialogue et utilise des couleurs vives venant de l'école expressionniste du manga, tandis qu'Andrew Robinson et Ed Lee emploient un style traditionnel en comics,.
Les deux histoires ayant le plus surpris sont La quarantaine, qui est perçue comme une merveilleuse narration silencieuse, et Les derniers jours de New Mombasa écrite par Brett Lewis, qui fournit le point de vue d'un homme ordinaire sur la guerre tout en mettant en lumière la politique de dissimulation de l'armée et du gouvernement. Des critiques font un rapprochement avec les nouvelles américaines informant sur la guerre en Irak et la guerre contre le terrorisme,.
Des critiques ont été déçues par l'intérêt porté à certains personnages et événements secondaires de l'univers Halo. Le Major, qui est un personnage central de la série Halo et l'un des plus emblématiques, ne fait qu'une brève apparition dans la première histoire et figure également dans le supplément. À l'inverse, GameTrailers a félicité Bungie pour avoir eu le cran de ne pas mettre l'accent sur le personnage principal. Chaque critique a sa propre opinion sur la plus faible histoire du lot. Deux d'entre elles, celles de IGN et de GameTrailers, pensent que Test d'armure a moins d'impact affectif, en dépit d'une fin surprenante et d'une bonne qualité artistique,.
Lors de sa mise sur le marché, Halo Graphic Novel s'est avéré un succès rare pour une adaptation de jeu vidéo en bande dessinée. Dès son lancement, il a été no 2 des résultats de vente à la fois sur Nielsen BookScan et Diamond Comic Distributors. Le roman graphique s'est tellement bien vendu qu'une deuxième vague d'environ 80 000 à 100 000 exemplaires ont été publiés. Le comic a continué d'être en tête des ventes de romans graphiques plusieurs mois après sa sortie. C'est le comic book de Marvel qui s'est le plus vendu aux États-Unis en 2006 avec 32 174 exemplaires.
Le succès du roman a conduit Marvel Comics et Bungie Studios à annoncer lors du San Diego Comic-Con 2006 qu'ils allaient lancer la publication mensuelle d'une série de quatre comics basé sur Halo intitulé Halo: Uprising,. Malgré des retards, le premier comic book de la série a été publié le 22 août 2007,.